# Jesper Larsen
Jesper Larsen (* 29. Oktober 1972 in Faaborg) ist ein ehemaliger dänischer Badmintonspieler.

## Karriere
Jesper Larsen wurde im Jahr 2000 Europameister im Herrendoppel gemeinsam mit Jens Eriksen. Mit dem dänischen Team war er bei derselben Veranstaltung ebenfalls erfolgreich. Außerdem war er unter anderem bei den Norwegian International, Austrian International, French Open, Irish Open, Dutch Open, Swiss Open, Spanish International, Iceland International und German Open erfolgreich. Bei den Olympischen Spielen 2000 wurde er Fünfter im Doppel.

## Sportliche Erfolge
| Saison    | Veranstaltung                            | Disziplin    | Platz | Name |
| --------- | ---------------------------------------- | ------------ | ----- | --- |
| 1994      | Norwegian International                  | Herrendoppel | 1     | Jesper Larsen / Thomas Reidy |
| 1996      | Austrian International                   | Herrendoppel | 1     | Jesper Larsen / Peder Nissen |
| 1996      | French Open                              | Mixed        | 1     | Jesper Larsen / Majken Vange |
| 1996      | Irish Open                               | Mixed        | 1     | Jesper Larsen / Maiken Vange |
| 1997      | German Open                              | Herrendoppel | 1     | Jesper Larsen / Jens Eriksen |
| 1997      | Indonesian Open                          | Herrendoppel | 5     | Jesper Larsen / Jens Eriksen |
| 1997      | Nordische Meisterschaften                | Herrendoppel | 1     | Jesper Larsen / Jens Eriksen |
| 1997      | Dutch Open                               | Herrendoppel | 1     | Jens Eriksen / Jesper Larsen |
| 1997/1998 | Dänemark: Internationale Meisterschaften | Herrendoppel | 2     | Jens Eriksen / Jesper Larsen |
| 1998      | Indonesian Open                          | Herrendoppel | 5     | Jens Eriksen / Jesper Larsen |
| 1998      | Copenhagen Masters                       | Herrendoppel | 1     | Jens Eriksen / Jesper Larsen |
| 1998      | Japan Open                               | Herrendoppel | 5     | Jesper Larsen / Jens Eriksen |
| 1998      | Hongkong Open                            | Herrendoppel | 2     | Jens Eriksen / Jesper Larsen |
| 1998      | Copenhagen Masters                       | Herrendoppel | 1     | Jens Eriksen / Jesper Larsen |
| 1998/1999 | Dänemark: Einzelmeisterschaften          | Herrendoppel | 1     | Jens Eriksen / Jesper Larsen, Hvidovre BC |
| 1999      | Taiwan Open                              | Herrendoppel | 5     | Jens Eriksen / Jesper Larsen |
| 1999      | Swiss Open                               | Herrendoppel | 1     | Jens Eriksen / Jesper Larsen |
| 1999      | Indonesian Open                          | Herrendoppel | 3     | Jens Eriksen / Jesper Larsen |
| 2000      | Taiwan Open                              | Herrendoppel | 3     | Jens Eriksen / Jesper Larsen |
| 2000      | Olympia                                  | Herrendoppel | 5     | Jens Eriksen / Jesper Larsen |
| 2000      | Europameisterschaft                      | Herrendoppel | 1     | Jens Eriksen / Jesper Larsen |
| 2000      | Europameisterschaft                      | Mannschaft   | 1     | Dänemark (Peter Gade, Poul-Erik Høyer Larsen, Kenneth Jonassen, Jens Eriksen, Jesper Larsen, Camilla Martin, Mette Sørensen, Rikke Olsen, Helene Kirkegaard, Michael Søgaard) |
| 2000      | Swiss Open                               | Herrendoppel | 2     | Jens Eriksen / Jesper Larsen |
| 2000/2001 | Dänemark: Einzelmeisterschaften          | Herrendoppel | 1     | Jens Eriksen / Jesper Larsen, Hvidovre |
| 2000/2001 | Dänemark: Internationale Meisterschaften | Herrendoppel | 2     | Jens Eriksen / Jesper Larsen |
| 2001      | China: Internationale Meisterschaften    | Herrendoppel | 5     | Jens Eriksen / Jesper Larsen |
| 2001      | Japan Open                               | Herrendoppel | 5     | Jens Eriksen / Jesper Larsen |
| 2001      | Swiss Open                               | Herrendoppel | 2     | Jens Eriksen / Jesper Larsen |
| 2001      | Dutch Open                               | Herrendoppel | 1     | Jon Holst-Christensen / Jesper Larsen |
| 2002      | Indonesian Open                          | Herrendoppel | 5     | Jim Laugesen / Jesper Larsen |
| 2002      | Scottish Open                            | Herrendoppel | 1     | Jesper Christensen / Jesper Larsen |
| 2003      | Iceland International                    | Herrendoppel | 1     | Joachim Fischer Nielsen / Jesper Larsen |
| 2004      | Spanish International                    | Herrendoppel | 1     | Jesper Larsen / Joachim Fischer Nielsen |